# اورکیل سافت‌ور
اورکیل سافت‌ور (انگلیسی: Overkill Software) شرکت توسعه بازی ویدئویی سوئدی است، که در سال ۲۰۰۹ تأسیس شد.